# Никола Ћук
Никола Ћук (Брувно, 1860 — Загреб, 26. октобар 1937) био је српски трговац, добротвор, оснивач и члан управе Српске банке у Загребу и потпредседник Српског привредног друштва Привредник.

## Биографија
Са 15 година отац га је довео у Загреб где је шегртовао код једног трговца. Вредан и способан врло брзо је постао успешан трговац па га је као деловођу и ортака у својој радњи запослио Илија Гутеша. Већ 1885. године, са двадесет пет година, отворио је самосталну радњу која је, захваљујући његобим набројаним квалитетама, постала једна од највећих и најпознатијих у Загребу а он се веома брзо обогатио тргујући на велико вином и шампањцем. Такође, још пре оснивања Привредника, кроз његову радњу прошло је 80 младих шегрта који су стекли солидна знања и отворили своје самосталне трговине.
Био је један од оснивача Српског привредног друштва Привредник, његов велики добротвор и члан Патроната, а после Првог светског рата и потпредседник Привредника. На почетку рада Привредника, у периоду између 1990. и 1902. године, уступио је свој виноград у близини Загреба на коришћење Привреднику као својеврсно прихватилиште, одакле је преко 2.000 питомаца послано на обучавање на разне занате и трговину.
Помагао је и при оснивању и раду Савеза српских земљорадничких задруга, Загребачке берзе, Осигуравајуће задруге „Кроација" и многих других привредних установа у Загребу. Био је цензор Народне банке, Државне хипотекарне банке. Биран је за градског одборника Загреба. Припадао је Српској самосталној странци. Обављао је дужност конзула Краљевине Грчке у Загребу.
Као кум и један од најближих сарадника Владимира Матијевића Ћук је значајно допринео привредном подизању и јачању српске привредне омладине у Хрватској и Славонији. За време Првог светског рата, заједно са супругом Јеленом, помагао и збринуо је велики број ратне сирочади. Због своје делатности осетио је на својој кожи хрватски национализам, претрпевши у више наврата разарања и пљачкања радње. Делфа Иванић га спомиње као великог добротвора Кола српских сестара. О њему је писано и у калнедару Вардар.